# Трилисски
Трилисски (бел. Трылі́скі) — деревня в Ивановском районе Брестской области Белоруссии. В составе Лясковичского сельсовета. 

## География
Расположена в 14 км от райцентра Иваново. Ранее в деревне функционировали библиотека (до 2005 года) и магазин (до 2012 года).

## Топоним
Название связано с отражением географического расположения вокруг «трёх лесов»: «три леса» — «Трилиски».

## Население

### Численность
- 2019 г. — 74 жителя

### Динамика
- 1940 г. — 920 жителей, 141 двор.
- 1997 г. — 209 жителей, 117 дворов.
- 2009 г. — 132 жителя, 52 двора.
- 2019 г. — 74 жителя[1]

## Достопримечательности
Памятники на могилах семей Гетманчуков, Евтухов расстрелянных в 1943 г. за связь с партизанами.